# Даніела Ґец
Даніела Ґец (нім. Daniela Götz, 23 грудня 1987) — німецька плавчиня.
Призерка Олімпійських Ігор 2004 року, учасниця 2008 року.
Призерка Чемпіонату світу з водних видів спорту 2003, 2005 років.